# Lo Lale
Lo Lale je bio havajski plemić, princ otoka Oahua, koji je imao titulu Lo-Alii - "princ kraljevske krvi".

## Biografija
Lo Lale je bio sin kralja Kalonaikija i kraljice Kikinui-a-Ewe te brat kralja Piliwalea i stric kraljice Kūkaniloko. Nikad nije postao kralj.
Bio je zgodan, ali neoženjen, pa se Piliwale zabrinuo. Potraga za mladenkom pretvorila se u pravu avanturu. Na kraju je Lo Lale oženio lijepu princezu Keleanohoanaapiapi, sestru kralja Kawaokaohelea, s kojom je imao troje djece.
Njegov je unuk bio poglavica Kanehoalani, djed kralja Kakuhihewe.